# Boeil-Bezing
Boeil-Bezing ist eine französische Gemeinde mit 1.330 Einwohnern (Stand: 1. Januar 2022) im Département Pyrénées-Atlantiques in der Region Nouvelle-Aquitaine. Sie gehört zum Arrondissement Pau und zum  Kanton Vallées de l’Ousse et du Lagoin (bis 2015: Kanton Nay-Est). Die Einwohner werden Belvézinois genannt.

## Geographie
Boeil-Bezing liegt etwa elf Kilometer südöstlich von Pau am Fluss Gave de Pau, der die Gemeinde im Südwesten begrenzt, und am Lagoin. Umgeben wird Boeil-Bezing von den Nachbargemeinden Bordes im Norden und Nordwesten, Angaïs im Norden, Nousty, Soumoulou und Gomer im Nordosten, Beuste im Osten, Baudreix im Süden, Arros-de-Nay im Südwesten, Saint-Abit im Westen und Südwesten sowie Pardies-Piétat im Westen.

## Bevölkerungsentwicklung
| Jahr                      | 1962 | 1968 | 1975 | 1982 | 1990 | 1999 | 2006 | 2013 |
| Einwohner                 | 773  | 791  | 930  | 1009 | 962  | 935  | 1147 | 1246 |
| Quelle: Cassini und INSEE |      |      |      |      |      |      |      |      |

## Sehenswürdigkeiten
- Kirche Saint-Vincent-Diacre, weitgehend 1871 erbaut
- evangelische Kirche, frühere katholische Kirche Saint-Girons aus dem 16. Jahrhundert

## Persönlichkeiten
- Carl Einstein (1885–1940), deutscher Anarchist, Schriftsteller und Kunsthistoriker, in Boeil-Bezing begraben
- Jérémy Chardy (* 1987), Tennisspieler, in Boeil-Bezing aufgewachsen